# 수플레

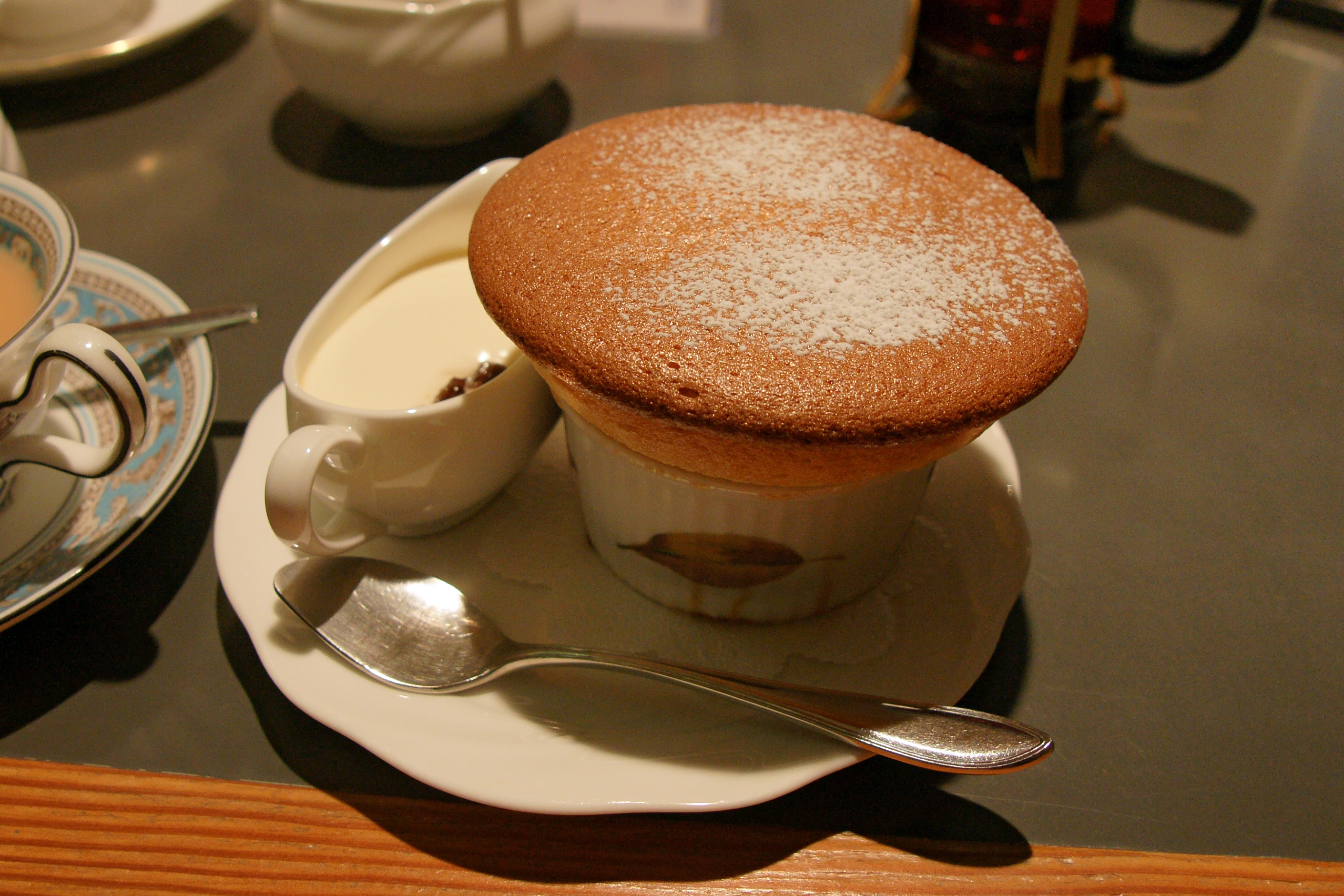
수플레

수플레(프랑스어: Soufflé)는 머랭에 다양한 재료를 섞어 오븐에서 구워낸 요리이다.

## 같이 보기
- 수플레 치즈 케이크

## 참고 문헌
- Waldo, M. (1990). 《The Soufflé Cookbook》. Dover Publications. ISBN 978-0-486-26416-5. 241 pages.